# NFKBID
NFKBID (англ. NFKB inhibitor delta) – білок, який кодується однойменним геном, розташованим у людей на короткому плечі 19-ї хромосоми. Довжина поліпептидного ланцюга білка становить 313 амінокислот, а молекулярна маса — 33 481.
| 10         |  | 20         |  | 30         |  | 40         |  | 50         |
| ---------- |  | ---------- |  | ---------- |  | ---------- |  | ---------- |
| MEAGPWRVSA |  | PPSGPPQFPA |  | VVPGPSLEVA |  | RAHMLALGPQ |  | QLLAQDEEGD |
| TLLHLFAARG |  | LRWAAYAAAE |  | VLQVYRRLDI |  | REHKGKTPLL |  | VAAAANQPLI |
| VEDLLNLGAE |  | PNAADHQGRS |  | VLHVAATYGL |  | PGVLLAVLNS |  | GVQVDLEARD |
| FEGLTPLHTA |  | ILALNVAMRP |  | SDLCPRVLST |  | QARDRLDCVH |  | MLLQMGANHT |
| SQEIKSNKTV |  | LHLAVQAANP |  | TLVQLLLELP |  | RGDLRTFVNM |  | KAHGNTALHM |
| AAALPPGPAQ |  | EAIVRHLLAA |  | GADPTLRNLE |  | NEQPVHLLRP |  | GPGPEGLRQL |
| LKRSRVAPPG |  | LSS        |  |            |  |            |  |            |

A: Аланін

C: Цистеїн

D: Аспарагінова кислота

E: Глутамінова кислота

F: Фенілаланін

G: Гліцин

H: Гістидин

I: Ізолейцин

K: Лізин

L: Лейцин

M: Метіонін

N: Аспарагін

P: Пролін

Q: Глутамін

R: Аргінін

S: Серин

T: Треонін

V: Валін

W: Триптофан

Задіяний у таких біологічних процесах, як запальна відповідь, альтернативний сплайсинг. 
Локалізований у ядрі.